# Lijst van voetbalinterlands Andorra - Letland
Deze lijst van voetbalinterlands is een overzicht van alle officiële voetbalwedstrijden tussen de nationale teams van Andorra en Letland. De landen hebben tot op heden twaalf keer tegen elkaar gespeeld. De eerste ontmoeting, een vriendschappelijke wedstrijd, werd gespeeld in Riga op 25 juni 1997. Het laatste duel, een kwalificatiewedstrijd voor het Wereldkampioenschap voetbal 2026, vond plaats op 21 maart 2025 in Andorra la Vella.

## Wedstrijden
| №  | Plaats           | Datum             | Competitie                  | Wedstrijd         | Uitslag |
| -- | ---------------- | ----------------- | --------------------------- | ----------------- | ------- |
| 1  | Riga             | 25 juni 1997      | Vriendschappelijk           | Letland − Andorra | 4 − 1   |
| 2  | Pärnu            | 26 juni 1998      | Vriendschappelijk           | Letland − Andorra | 2 − 0   |
| 3  | Andorra la Vella | 26 maart 2008     | Vriendschappelijk           | Andorra − Letland | 0 − 3   |
| 4  | Andorra la Vella | 6 september 2016  | WK 2018 kwalificatie        | Andorra − Letland | 0 − 1   |
| 5  | Riga             | 10 oktober 2017   | WK 2018 kwalificatie        | Letland − Andorra | 4 − 0   |
| 6  | Riga             | 6 september 2018  | UEFA Nations League 2018/19 | Letland − Andorra | 0 − 0   |
| 7  | Andorra la Vella | 19 november 2018  | UEFA Nations League 2018/19 | Andorra − Letland | 0 – 0   |
| 8  | Riga             | 3 september 2020  | UEFA Nations League 2020/21 | Letland − Andorra | 0 – 0   |
| 9  | Andorra la Vella | 17 november 2020  | UEFA Nations League 2020/21 | Andorra − Letland | 0 – 5   |
| 10 | Riga             | 3 juni 2022       | UEFA Nations League 2022/23 | Letland − Andorra | 3 − 0   |
| 11 | Andorra la Vella | 25 september 2022 | UEFA Nations League 2022/23 | Andorra − Letland | 1 − 1   |
| 12 | Andorra la Vella | 21 maart 2025     | WK 2026 kwalificatie        | Andorra − Letland | 0 – 1   |
| 13 | Riga             | 11 oktober 2025   | WK 2026 kwalificatie        | Letland − Andorra |         |

## Samenvatting
| Competitie          | Totaal gespeeld | Winst Andorra | Gelijk | Winst Letland | Doelsaldo Andorra – Letland |
| ------------------- | --------------- | ------------- | ------ | ------------- | --------------------------- |
| WK-kwalificatie     | 3               | 0             | 0      | 3             | 0 − 6                       |
| UEFA Nations League | 6               | 0             | 4      | 2             | 1 − 9                       |
| Vriendschappelijk   | 3               | 0             | 0      | 3             | 1 − 9                       |
| Totaal              | 12              | 0             | 4      | 8             | 2 − 24                      |

Wedstrijden bepaald door strafschoppen worden, in lijn met de FIFA, als een gelijkspel gerekend.